# Armin Kreiner
Armin Kreiner (Berg, 4 giugno 1954) è un teologo e professore universitario tedesco.
È stato professore emerito di teologia fondamentale presso la Facoltà teologica cattolica dell'Università Ludwig Maximilian di Monaco.

## Biografia
Nel 1976 Armin Kreiner ha iniziato a studiare teologia e filosofia presso l'Università Ludwig Maximilian di Monaco, dove ha conseguito il dottorato nel 1985 e l'abilitazione all'insegnamento universitario nel 1991. 
Dal 1982 ha lavorato come assistente universitario fino a quando, nel 1994, è stato nominato professore di teologia fondamentale e scienze religiose presso la Facoltà di teologia cattolica dell'Università Johannes Gutenberg di Magonza. Ha rifiutato una chiamata all'Università Cattolica di Eichstätt.
Dal 2003 al 2020 Kreiner ha insegnato teologia fondamentale all'Università di Monaco. I suoi interessi di ricerca includono il dialogo tra scienze naturali e teologia e il problema della teodicea.
La sua opera Gott im Leid (Dio nella sofferenza) è considerata un testo di riferimento. Nel dibattito teologico gli viene anche rimproverato di presentare un approccio puramente filosofico che trascura le questioni fondamentali della teologia cristiana, non tenendo conto di Cristo.
Armin Kreiner è sposato e vive a Obergünzburg (Algovia).

## Opere
- Religionssoziologie zwischen Theorie, Apologie und Kritik der Religion (1986, dissertazione, OCLC 721013910)
- Ende der Wahrheit? Zum Wahrheitsverständnis in Philosophie und Theologie (1992, tesi di abilitazione, OCLC 722315882)
- Gott und das Leid (1994)
- Gott im Leid (1997)
- Das wahre Antlitz Gottes (2006)
- in collaborazione con Alexander Loichinger,Theodizee in den Weltreligionen. Ein Studienbuch (2010)
- Jesus, UFOs, Aliens. Außerirdische Intelligenz als Herausforderung für den christlichen Glauben (2011)

Kreiner è anche coeditore di numerose opere teologiche.